# Sophie Wallerstein
Sophie Wallerstein, née le 4 octobre 1853 et morte le 31 décembre 1947, est une femme d'affaires qui gère la Société forestière de la Saussouze et le Domaine d’Arès (3000 hectares) en Gironde. Philanthrope, elle crée un aérium, une bibliothèque populaire et développe en 1914 une association, « Le Vêtement du prisonnier de guerre ».

## Biographie

### Origines
Elle est née le 4 octobre 1853 à Paris, fille de Léopold Javal (1804-1872) et de la baronne Augusta Von Laemel (1817-1893). Elle reçoit une éducation de qualité. Son père est un banquier et un habile entrepreneur, sensible aux théories des Saints-Simoniens, il transmet à ses enfants des valeurs morales et sociales, en même temps que d’importantes ressources financières. La famille Javal est largement impliquée dans la vie politique, financière et sociale.

### Activités économiques et philanthropiques
Le 11 septembre 1878, à Paris, elle épouse Paul Wallerstein, ingénieur, fils de Bernard Wallerstein (1805-1878) et de Julie Emma Javal (1813-1878). Le couple s’intéresse à la gestion du domaine d’Arès, acheté par Léopold Javal en 1847. Au XIXe siècle, la région des Landes-Gascogne, jadis marécageuse et déserte, se transforme et s’enrichit grâce à une forêt industrielle qui fournit la moitié de la production du bois résineux en France. Cette attractivité économique attire les investisseurs et à la suite de la famille Pereire, Léopold Javal achète environ 3000 hectares allant d’Audenge jusqu’au Porge. Il améliore les espaces et leur productivité en fixant les dunes, plantant des pins, irriguant les terres ou organisant la pisciculture. Au décès de sa mère en 1893, Sophie hérite du domaine d’Arès et de la Société forestière de la Saussouze, Le couple s’engage dans la gestion de cette exploitation agricole. Sensible à la vie isolée du peuple du bassin d'Arcachon, elle crée la bibliothèque populaire d’Arès pour accompagner l'éducation des habitants. Cette zone étant éloignée de toutes infrastructures médicales, le couple s’investit dans la création d’une maison de santé.  Paul Wallerstein décrit leur démarche au Congrès international d'assistance publique et de bienfaisance privée en 1900 : 
 « Habitant la campagne, nous avons été frappé de la difficulté pour ne pas dire l'impossibilité où le médecin se trouve trop souvent de soigner les malades [...]. La maison de santé d'Arès a un double but : elle hospitalise les malades et elle reçoit à sa consultation externe que nous désignons sous le nom de dispensaire ».
Pour assoir ses actions sociales, le couple crée la fondation Wallerstein, qui est reconnue d'utilité publique par décret du 9 décembre 1904.
Le 15 mars 1903, Paul Wallerstein décède d’un infarctus lors d’une promenade à cheval en forêt. 
Dix ans après le décès de son époux, en 1913, Sophie fonde un aérium, qui accueille des enfants de conditions modestes, malades, souffrant d'anémie, de rachitisme ou de bronchites. L’aérium d’Arès est situé dans une pinède en bordure du bassin d’Arcachon. Le bâtiment est ambitieux et moderne ; il est construit par les architectes Charles Duval et Emmanuel Gonse, avec des fresques du peintre Henri Marret.
Pour accompagner l’effort de guerre en 1914, Sophie Wallerstein est secrétaire générale de l'association « Le Vêtement du prisonnier de guerre », rattachée à la Croix-Rouge française, qui en 1917 fait travailler 300 bénévoles qui envoient plus de 1000 paquets par jour dans les camps. Elle adjoint à la maison de santé un hôpital auxiliaire pour les blessés ; le conseil municipal rend hommage dans une délibération à ce « bel exemple de patriotisme et de dévouement ». 
Elle est nommée chevalier de la Légion d’honneur le 11 décembre 1920 pour « 25 ans de services dans les œuvres de bienfaisance ». La Fondation Wallerstein est couronnée par l'Académie française avec le prix Rigot en 1926, attribué à des œuvres humanitaires.
Femme d’affaires, elle est l’unique gérante du domaine d'Arès et du domaine de la Saussouze, qui emploient plus de 40 personnes. En 1925, elle reçoit la médaille de vermeil de la Société d'agriculture de Gironde et la médaille d'argent de la Société des agriculteurs de France pour l'excellente tenue du domaine. Les bois sont aménagés de façon rationnelle avec une exploitation raisonnée des plantations. Les forêts sont organisées pour la défense contre l'incendie avec de nombreux garde-feux ; une ligne téléphonique relie les maisons des gardes au régisseur de façon à informer rapidement de tout démarrage de feu. Elle représente un exemple rare d’une dirigeante à la tête d’une exploitation forestière et d’un domaine agricole.
Elle veille aussi au développement de l’aérium, qui accueille plus de 300 enfants chaque année. 
Sans descendance directe, en 1927, Sophie Wallerstein donne à sa nièce Jeanne Weiss (1871-1956), fille de son frère aîné Émile Javal, la nue-propriété de son domaine, dont elle conserve l'usufruit.
Pendant la Seconde Guerre mondiale, Sophie Wallerstein met à l’abri ses biens car elle est menacée en tant que juive. Elle démissionne de la présidence de la bibliothèque populaire et sa nièce Louise Weiss la remplace en 1941. En 1942, elle dissout la fondation et en attribue les biens à  la Croix-Rouge française, à charge pour elle de continuer les services qui constituent l'objet de la fondation, soit le maintien de la maison de santé, de l'aérium et avec l’obligation de conserver la dénomination Fondation Wallerstein. 
Sophie Wallerstein meurt d’une pneumonie le 31 décembre 1947 à Arès. Son testament institue pour légataire universelle la Croix rouge française. 

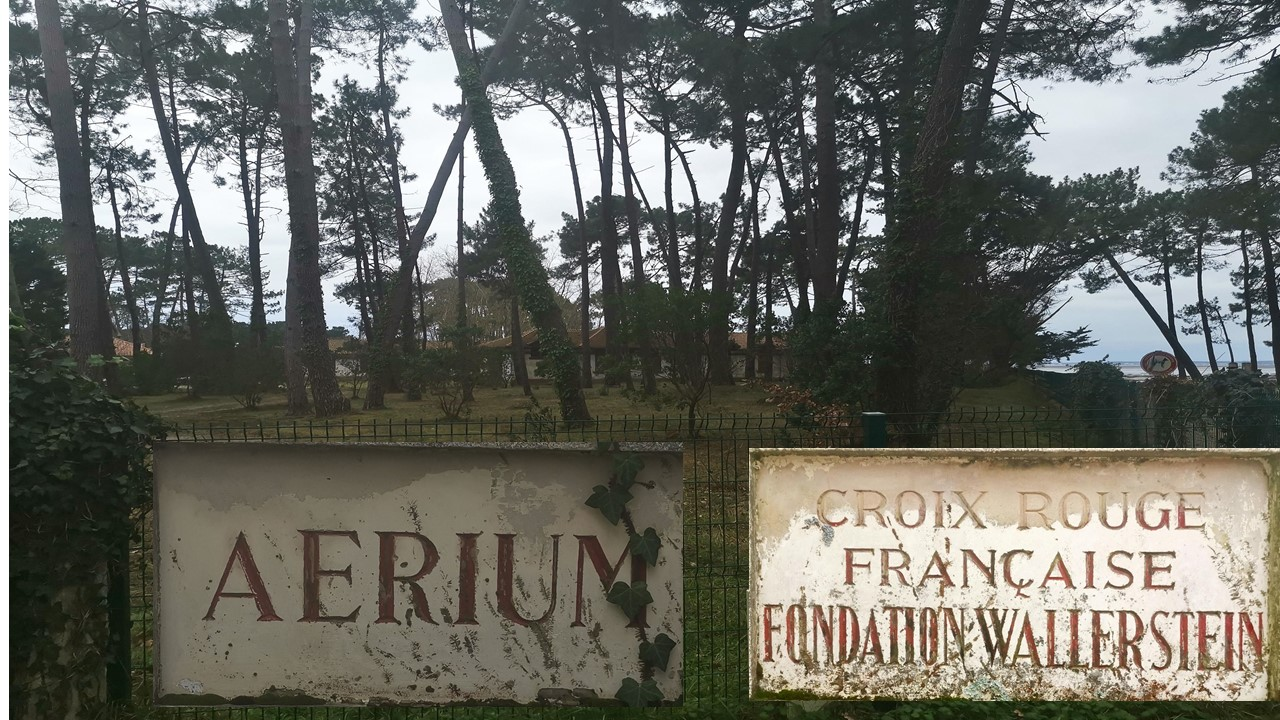
Aérium d'Arès.

En août 1947, la famille Weiss crée la société Immobilière du Domaine d'Arès (IDA), chargée de vendre le domaine. L’administration de la fondation est confiée à Paul Louis Weiller, son petit-neveu. L’aérium a fonctionné jusqu’en 1970 et est inscrit sur la liste des monuments historiques en 2000.
De 1970 à 1986, l'aérium accueille des colonies de vacances estivales. Les bâtiments ne sont plus aux normes et quelques rénovations ont lieu, puis des procédures judiciaires, empêchant la réhabilitation du site.

## Distinctions
- Chevalière de la Légion d'honneur (1920)[28].